# SN 2001du
SN 2001du – supernowa typu II-P odkryta 24 sierpnia 2001 roku w galaktyce NGC 1365. W momencie odkrycia miała maksymalną jasność 14,00m.